# Paul Vidal

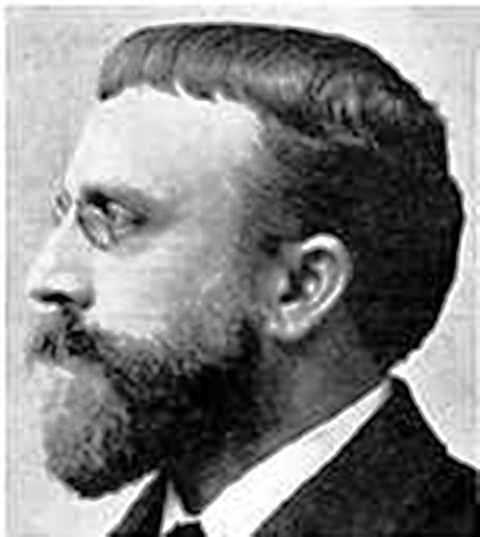
Paul Vidal (Foto von Pierre Petit)

Paul Antoine Vidal (* 16. Juni 1863 in Toulouse; † 9. April 1931 in Paris) war ein französischer Komponist und Musikpädagoge.
Vidal studierte in Toulouse und ab 1878 am Pariser Konservatorium bei Jules Massenet und César Franck. Er gewann 1883 den Prix de Rome und unterrichtete ab 1884 am Conservatoire. Er war außerdem Dirigent an der Pariser Oper und der Opéra-Comique, dirigierte aber auch im Palais Garnier (hier 1911 die Premiere von Siberia). Zu seinen Schülern zählten u. a. Jacques Ibert, Lili Boulanger und Enrique Mario Casella. Sein bedeutendstes Werk ist das Ballett Maladetta, das 1893 entstand. Außerdem komponierte er die Opern Eros (1892), Guernica (1895) und La Burgonde (1898) sowie Klavierstücke und Chorwerke und veröffentlichte musikpädagogische Werke.